# 資産運用
資産運用（しさんうんよう、英: asset management）とは、自身の持つ資産を貯蓄・投資し、効率的に資産を増やしていくこと。様々な企業が資産運用に関するサービスを提供している。

## 概要
資産運用においては運用会社より様々なサービスが提供されており、それらのリスクとリターンに鑑みて、自身の資産をどのように運用するかという基本設計から始まる。サービスの中には「元本は保障するが、リターンの少ないもの」（ローリスクローリターン）・「元本を保証しないが、リターンの大きいもの」（ハイリスクハイリターン）がある。

## サービスの種類

### 貯蓄型資産運用
普通預金
銀行に資産を預け、その利子により資産を増やす方法。
定期預金
資産の預入時に預入期間を決める預金。普通預金よりも金利がいいが、預入期間を満了するまでは引き出すことができない。インフレになると経済価値が下がる。
貯蓄預金
貯蓄残高によって金利が設定される預金。
外貨預金
上記預金方法を外貨を用いて行う方法。為替相場の影響が大きく、通常の預金よりもリスクが高い。

### 投資型資産運用
株式投資
公開されている企業の株を売買することで利益を狙う方法。
投資信託
日本を含む各国の株式や債券、不動産等を運用する投資信託へ投資する方法。
オプション取引
ある原資産について、あらかじめ決められた将来の一定の期間において、一定の価格で取引する権利を付与・売買する取引
先物取引
外国為替証拠金取引（FX）
少額の証拠金を預託し、差益決済による通貨間の売買を行い差益を狙う取引。
個人向け国債
国が発行する債券（国債）に投資する方法。
社債
会社が発行する債券に投資する方法。
不動産投資
土地や建物（例：マンション、アパート）など、不動産に投資する方法。
金投資
日々変動する金に投資し、売値と買値の差益を狙う方法。